# Нектароскордум
Нектароско́рдум (лат. Nectaroscórdum) — подрод рода Лук (Allium), ранее выделявшийся в самостоятельный род на основании совокупности общих признаков у его представителей.

## Этимология названия
Название происходит от греческих слов nectar — «божественный напиток» и scordion — «чеснок».

## Ботаническое описание

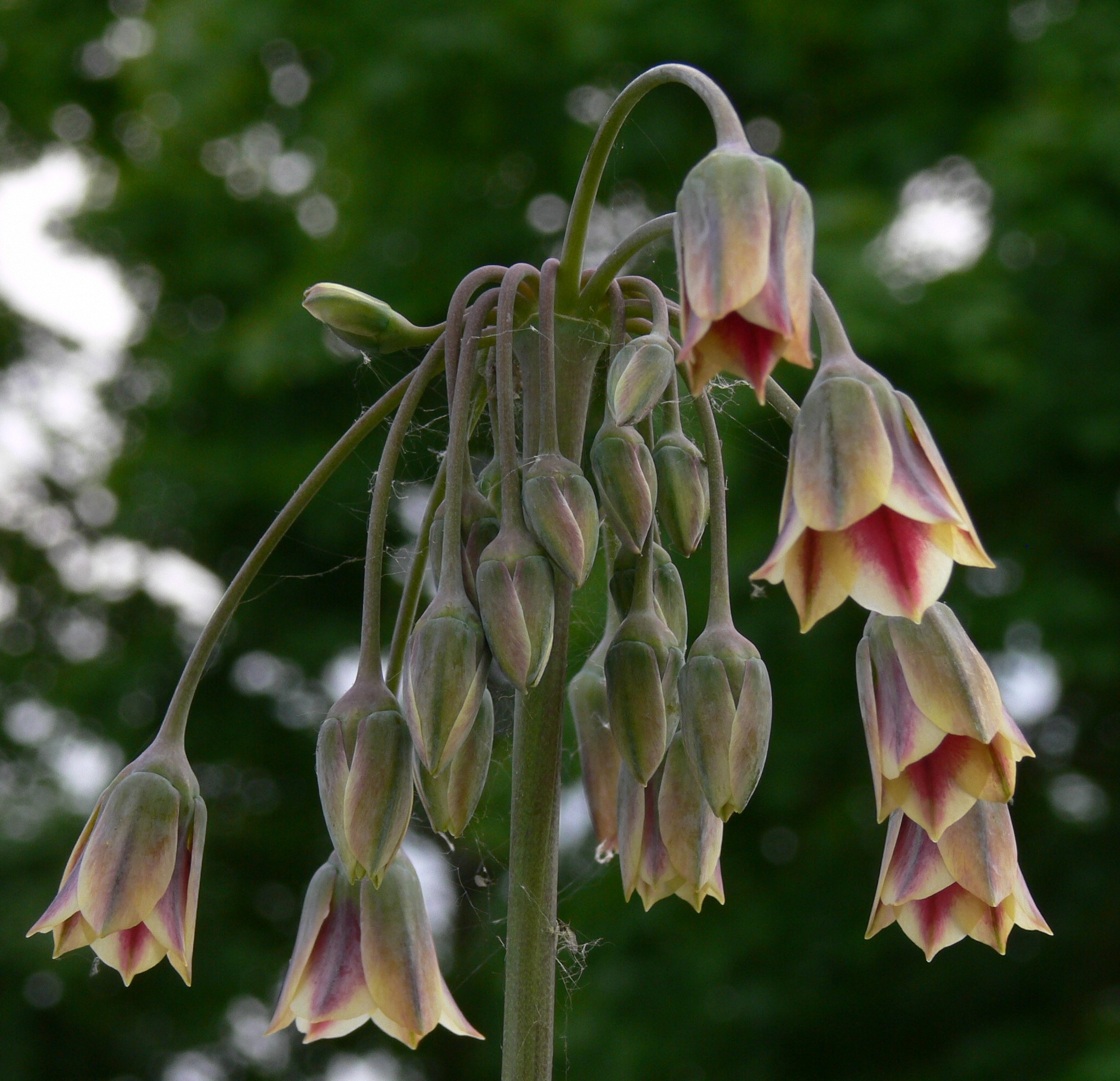
Цветки нектароскордума сицилийского
(Nectaroscordum siculum)

Травянистый луковичный многолетник, эфемероид. Луковица шаровидная, одиночная, без корневища.
Цветонос высотой 0,5—1,5 м, высоко обхватывается последним листом. Остальные листья длиной до 20 см и шириной до 1,5 см.
Соцветие — пучковатый зонтик, однако цветоножки несколько различной длины, под цветком дисковидно расширяются. Чехол соцветия опадающий. Листочки околоцветника с тремя — семью жилками.
Плод — кожистая коробочка.
Число хромосом x = 9.

## Систематика

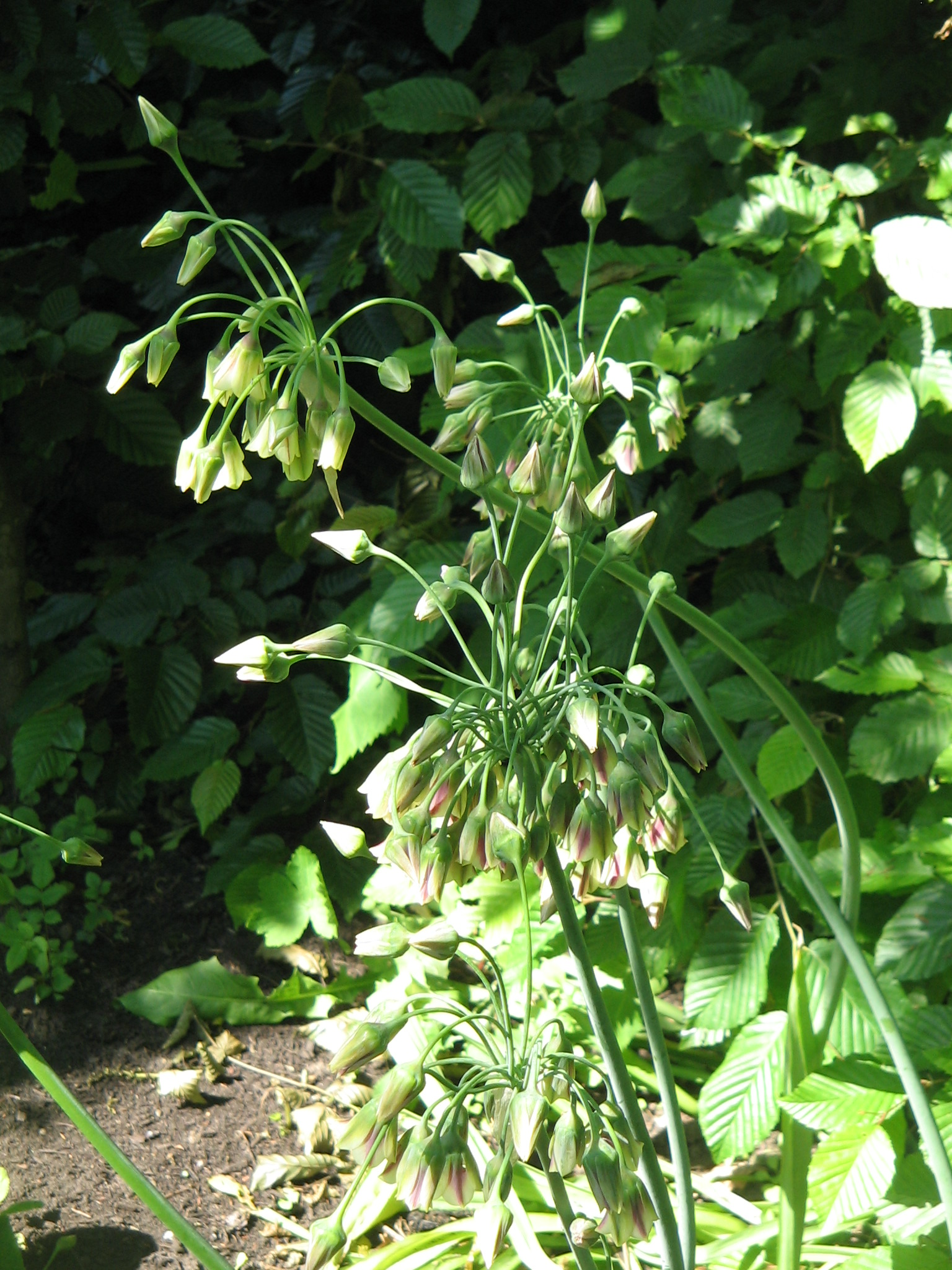
Nectaroscordum siculum

Иногда нектароскордум рассматривают как подрод рода Лук (Allium):11. Включает не менее двух видов:
- Nectaroscordum siculum (Ucria) Lindl., син. Allium siculum, Allium nectaroscordum — нектароскордум сицилийский
  - Nectaroscordum siculum subsp. bulgaricum (Janka) Stearn, син. Nectaroscordum siculum subsp. dioscoridis (Sibth. & Sm.) Bordz.
- Nectaroscordum tripedale (Trautv.) Traub — нектароскордум трёхфутовый

## Ареал
Нектароскордум сицилийский произрастает в лесных зонах Средиземноморья, Малой Азии, Болгарии, Крыму. Второй вид, нектароскордум трёхфутовый — эндемик Закавказья, восточного Кавказа, севера Ирака и запада Ирана. Оба вида были занесены в Красную книгу СССР. Нектароскордум трёхфутовый занесён в Красную книгу России.

## Использование

### Садоводство
Оба вида используются в садоводстве в качестве декоративных растений. Широко применяется в создании теневых садов.

### Кулинария
Используется в кулинарии как самостоятельно, под названиями самардала, болгарский лук, болгарская черемша, так и как часть смеси специй (Мирудия). Распространена в Молдавии, Болгарии и Румынии.